# I Think I Love My Wife
I Think I Love My Wife es una película de 2007 dirigida y protagonizada por Chris Rock. Es una nueva versión de la película francesa de 1972, L'Amour l'après-midi de Éric Rohmer. Rock también coescribió el guion (junto a Louis C.K.) y produjo la cinta.

## Sinopsis
Richard Cooper (Chris Rock) es un hombre felizmente casado, profesionalmente exitoso, perfectamente contenido por su hogar, su esposa Brenda (Gina Torres), y sus dos hijos. Está extremadamente aburrido, él y su esposa ya no tienen sexo. Durante esos aburridos días en la oficina, a menudo fantasea con tener otra mujer, pero nunca se deja llevar por esos impulsos. Sin embargo, un encuentro con su vieja amiga Nikki (Kerry Washington) le hace dudar acerca de su típico autocontrol.

## Reparto
- Chris Rock - Richard Cooper
- Kerry Washington - Nikki Tru
- Gina Torres - Brenda Cooper
- Steve Buscemi - George
- Edward Herrmann - Mr. Landis
- Welker White - Mary
- Samantha Ivers - Tracy
- Michael K. Williams - Teddy

## Recibimiento
La película recibió críticas negativas en general. Según Rotten Tomatoes solo el 19% de las críticas fueron positivas, basándose en 105 reseñas. Los usuarios del mismo sitio le dieron un calificación de 4,6. Metacritic indicó un 49% de críticas positivas, basándose en 30 reseñas. Los usuarios de esa página web le dieron una calificación de 3,8 sobre 10. La película recaudó 5 millones de dólares en su fin de semana de estreno, llegando al número 5. Recaudó 13 millones en todo el mundo.